# Грушка (зупинний пункт)
Гру́шка — пасажирська зупинна залізнична платформа Луганської дирекції Донецької залізниці.
Розташована на півночі смт Георгіївка, Лутугинський район, Луганської області на лінії Луганськ — Лутугине між станціями Борисівка (6 км) та Коноплянівка (2 км).
Через військову агресію Росії на сході України транспортне сполучення припинене.